# Nimatron

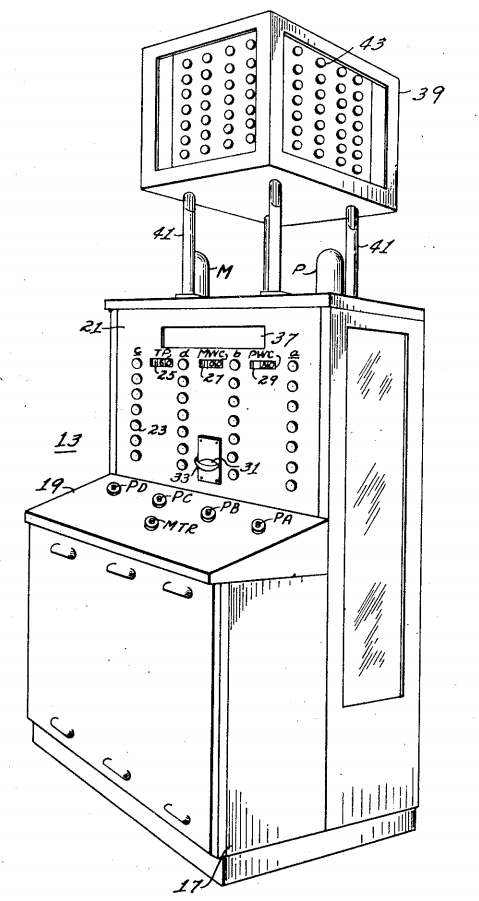
Zeichnung des Nimatron in der Patentschrift

Der Nimatron war ein nicht programmierbarer Rechner, dessen Rechenwerk aus elektromechanischen Relais bestand und der Nim spielen konnte. Er wurde erstmals von April bis Oktober 1940 von der Westinghouse Electric Corporation auf der New Yorker Weltausstellung 1939–1940 ausgestellt.

## Entwicklung
Die New Yorker Weltausstellung 1939 fand von April bis Oktober 1939 und von April bis Oktober 1940 statt und präsentierte Exponate aus Ländern und Unternehmen weltweit. Ein wichtiger Aussteller war die Westinghouse Electric Corporation, die während der Messepause nach neuen Exponaten für die zweite Saison suchte. Edward Condon, ein Kernphysiker und Pionier der Quantenmechanik und stellvertretender Forschungsdirektor des Unternehmens, schlug vor, eine Maschine zu bauen, die Nim spielen kann. In Nim entfernen die Spieler abwechselnd mindestens ein Objekt aus einer Reihe von Objekten, mit dem Ziel, der Spieler zu sein, der das letzte Objekt entfernt. Spieloptionen können mathematisch modelliert werden. In der von Condon vorgeschlagenen Version des Spiels gibt es mehrere Sätze von Objekten, und in jeder Runde kann der Spieler nur Objekte aus einem einzigen Satz entfernen. Condon behauptete, auf die Idee gekommen zu sein, als er mit einem anderen Mitarbeiter in seiner Mittagspause sprach. Er wusste, dass das Spielprinzip mathematisch mit der gleichen binären Notation ausgedrückt werden konnte, die in den Schaltkreisen für Geigerzähler verwendet wurde. Die Maschine sollte keine bestimmte Technologie präsentieren, sondern nur der Unterhaltung für die Messebesucher dienen.
Das Ergebnis mit dem Namen Nimatron war ein früher, nicht programmierbarer, digitaler Computer, da er den Zustand des Spiels binär speichern und auf Umlegungen seiner mechanischen Schalter reagieren konnte. Laut Popular Mechanics enthielt die Maschine 116 Relais und über drei Kilometer Kupferdraht. Die New York Times beschrieb sie als einen 2,40 Meter hohen und 0,9 Meter breiten Roboter, der in einer Metallbox eingeschlossen war und über eine Tonne wog. Die Maschine wurde von Gerald L. Tawney und Willard A. Derr entworfen und gebaut, die in der Relais-Abteilung von Westinghouse arbeiteten. Westinghouse meldete im Namen von Condon, Tawney und Derr am 26. April 1940 ein Patent für die Vereinigten Staaten an und erhielt es am 24. September 1940.
Obwohl elektronische Vakuumröhren schneller waren als elektromechanische Relais bei der Verarbeitung von Informationen, wurde die Maschine mit elektromechanischen Relais entworfen und gebaut, da Vakuumröhren weniger robust waren und Geschwindigkeit kein Problem war. Selbst mit Relais galt die Maschine als zu schnell; sie konnte ihren Zug immer noch in Millisekunden ausführen, im Gegensatz zu den Mikrosekunden, die es mit Vakuumröhren gedauert hätte. Dies wurde für die Spieler als demoralisierend empfunden. Das Team fügte dem Gerät ein Verzögerungsrelais hinzu mit dem Effekt der Verzögerung um einige Sekunden, um den Eindruck zu erwecken, dass die Maschine über den zu machenden Zug nachdachte, anstatt dass der physische Algorithmus fast sofort reagierte.
Der Stand des Spiels wurde mit vier senkrechten Reihen aus sieben Lichtern dargestellt; wenn der Spieler an der Reihe war, entschied er sich für eine Reihe, von der er Lichter wegnehmen wollte, und drückte ein- oder mehrmals einen Knopf, um die Lichter in dieser Säule auszuschalten. Dann drückte er einen anderen Knopf, um der Maschine ihren Zug zu ermöglichen. Die Lichter wurden auf der Vorderseite der Maschine sowie auf vier Seiten eines Würfels über der Maschine angezeigt, damit die Zuschauer das Spiel verfolgen konnten. Sobald alle Lichter gelöscht waren, war das Spiel beendet. Wenn der Spieler gewann, gab die Maschine eine Spielmarke mit der Aufschrift „Nim Champ“ aus.

## Präsentation
Das Nimatron wurde 1940 in der zweiten Hälfte der New Yorker Weltausstellung ausgestellt. Das Spiel war bei den Messebesuchern ein Erfolg, wobei Condon später angab, dass es über 100.000 Mal gespielt wurde. Die Maschine enthielt Zähler dafür, wie oft sie gespielt wurde und wie oft der Spieler gewonnen hatte, wobei der Nimatron 90.000 Mal gewann. Diese Zählung wurde jedoch von den Bedienern der Maschine verzerrt; obwohl es kompliziert erschien, konnte die Maschine das Spiel nur in etwa einem Dutzend voreingestellter Muster spielen, was bedeutete, dass die Bediener die Muster lernen und die Maschine jederzeit schlagen konnten, um den Messebesuchern zu demonstrieren, dass es möglich war.
Wie es seine Schöpfer beabsichtigten, wurde das Nimatron nicht als technologischer Fortschritt, sondern als Unterhaltung angesehen. In einem Bericht über die Messe platzierte die New York Times sie unter der Überschrift „Neuheiten“ zusammen mit der Messepräsentation von Elsie the Cow, der damaligen Werbeikone des US-Nahrungsmittelkonzerns Borden.

## Nachwirkung
Nach der Messe wurde das Nimatron für einige Zeit im Buhl Planetarium and Institute of Popular Science Building in Pittsburgh aufbewahrt. Das letzte bekannte Mal, dass es außerhalb des Instituts präsentiert wurde, war 1941 auf einer Tagung der Allied Social Science Associations in New York City, deren Ausstellung von der American Statistical Association und dem Institute of Mathematical Statistics gesponsert wurde. Es ist nicht bekannt, wie lange es ausgestellt blieb, obwohl noch 1951 berichtet wurde, dass es immer noch im Institut vorhanden war.
Der Nimatron war das erste Computergerät, das ausschließlich dem Spielen gewidmet war. Condon behauptete 1942 in einem Artikel für The American Mathematical Monthly, dass „das Nimatron keinem anderen nützlichen Zweck dient als der Unterhaltung, es sei denn, es soll veranschaulichen, wie ein Satz elektrischer Relais hergestellt werden kann, um eine entsprechende „Entscheidung“ mit einem ziemlich einfachen mathematischen Verfahren zu treffen.“ Trotz des Erfolgs des Nimatron auf der Weltausstellung betrachtete Condon die Maschine später als gescheitert, weil er sie ausschließlich als Unterhaltungsgerät ohne praktischen Nutzen betrachtete und mit dem Konzept nichts weiter verfolgte.
Ein ähnliches, viel kleineres Nim-Spielgerät wurde 1948 in The American Mathematical Monthly beschrieben, das verschiedene Arten von Schaltkreisen verwendete und sich ausdrücklich mit dem Nimatron verglich.
Der 1951 auf dem Festival of Britain präsentierte Computer Nimrod, der ein Programm zum Spielen von Nim unter Verwendung von Glühbirnen als Ausgabe durchführte, war möglicherweise vom Nimatron inspiriert.